# Elijah Brown
Elijah Anthony Brown (Denver, 19 febbraio 1995) è un cestista statunitense.

## Biografia
È il figlio dell'allenatore Mike Brown.